# Comitatul Zvolen
Comitatul Zvolen, cunoscut și ca Varmeghia Zvolenului (în maghiară Zólyom vármegye, în germană Komitat Sohl sau Sohler Gespanschaft, în latină Comitatus Zoliensis, în slovacă Zvolenský komitát sau Zvolenská stolica sau Zvolenská župa), a fost o unitate administrativă a Regatului Ungariei din secolul XII și până în 1920. În prezent, teritoriul său se află în centrul Slovaciei. Capitala comitatului a fost orașul Banská Bystrica (în maghiară Besztercebánya, în germană Neusohl).

## Geografie
Comitatul Zvolen se învecina la vest cu comitatele Bars (Tekov) și Turóc (Turiec), la nord cu Liptó (Liptov), la est cu Comitatul Gömör-Kishont (Gemer-Malohont) și la sud cu comitatele Nógrád (Novohrad) și Hont. Teritoriul comitatului era situat de-a lungul râului Hron, cu aproximație între Krupina și Brezno. Comitatul era caracterizat prin intensive activități miniere. Suprafața comitatului în 1910 era de 2.634 km², incluzând suprafețele de apă.

## Istorie
Comitatul Zvolen a fost format în secolul XII, când mare parte din teritoriul său a fost cucerit de Regatul Ungariei, dintr-un domeniu regal imens (Zvolen dominium). Inițial, teritoriul său includea comitatele de mai târziu Árva (Orava), Turóc (Turiec) și Liptó (Liptov), care au devenit comitate separate la începutul secolului al XIV-lea.
Capitala comitatului a fost castelul Pustý hrad de lângă Zvolen, apoi de la începutul secolului al XV-lea a fost Castelul Zvolen și din jurul anului 1760 orașul Banská Bystrica (în maghiară Besztercebánya).
La sfârșitul Primului Război Mondial, teritoriul său a devenit parte componentă a noului stat Cehoslovacia, aceste modificări de granițe fiind recunoscute prin Tratatul de la Trianon (1920). Comitatul Zvolen (Zvolenská župa) a continuat să existe până în 1927, dar a avut granițe diferite.
În timpul celui de-al doilea război mondial (1939-1945), când Cehoslovacia a fost temporar divizată, regiunea Hron (Pohronská župa) a făcut înființată în 1940 ca parte din Slovacia independentă, teritoriul său corespunzând cu cel al comitatului Zvolen (Zólyom). Capitala regiunii a fost orașul Banská Bystrica.
După război, regiunea Zvolen a revenit iarăși Cehoslovaciei. Împreună cu părțile slovace ale fostelor comitate Hont și Gömör-Kishont (Gemer-Malohont), ea a făcut parte din regiunea Banská Bystrica (Banskobystrický kraj), fondată în 1948. În 1993, Cehoslovacia s-a divizat din nou, iar Zvolen a devenit parte a Slovaciei.

## Demografie
În 1910, populația comitatului era de 133.700 locuitori, dintre care: 
- Slovaci -- 113.294 (84,73%)
- Maghiari -- 16.509 (12,34%)
- Germani -- 2.124 (1,58%)

## Subdiviziuni
La începutul secolului 20, subdiviziunile comitatului Zvolen/Zólyom erau următoarele:
| Districte (járás)                          | Districte (járás)                  |
| District                                   | Capitală                           |
| ------------------------------------------ | ---------------------------------- |
| Besztercebánya                             | Besztercebánya --- Banská Bystrica |
| Breznóbánya                                | Breznóbánya --- Brezno             |
| Nagyszalatna                               | Nagyszalatna --- Zvolenská Slatina |
| Zólyom                                     | Zólyom --- Zvolen                  |
| Districte urbane (rendezett tanácsú város) |                                    |
| Besztercebánya --- Banská Bystrica         |                                    |
| Breznóbánya --- Brezno                     |                                    |
| Zólyom --- Zvolen                          |                                    |